# Juan José Videgain
Pour les articles homonymes, voir Videgain.
Juan José Videgain (né le 30 juillet 1975 à Madrid, Espagne) est un écrivain, scénariste espagnol.

## Biographie
Juan José Videgain est issu d'une famille de la grande bourgeoisie espagnole. Juan José termine ses études secondaires au Madrid. L'œuvre romanesque de Juan José Videgain se répartit autour de quelques thèmes et des grands événements qui ont émaillé son existence. Beaucoup de ses ouvrages éminemment autobiographiques sont des témoignages, des réflexions sur la terrible expérience. La auténtica vida e historia del teatro.
En tant que descendant de la plus ancienne saga des scènes de l'Europe, connaît et comprend les nombreux secrets de la scène de son célèbre homme d'affaires a été pays. Le son grand-père Salvador Videgain.

## Œuvres et distinctions
Il a écrit des littérature romans, des récits autobiographiques, des pièces de théâtre et des scénarios, pour lesquels il a reçu plusieurs récompenses.En 2011 il est possible que le travail humanitaire va continuer sur les maladies de l'ELA, une reconnaissance en Castilla y León. Récemment, l'Espagne a organisé une campagne de collaboration avec plusieurs directeurs, le premier ministre Iris en Espagne dans un jour, un documentaire sur la vie de la communauté espagnole, prise en octobre 2016. J'ai également reçu d'autres prix et distinctions entre le monde littéraire et artistique.

## Filmographie
- Julios-Raices spot-comedie 1989.
- Nos Miran 2002, dir. Norberto López Amado.
- The bridge of the life 2003, short.
- The Kingdown of heaven 2004, dir: Ridley Scott
- Madrid oculto (Telemadrid) 2006, Salvador Videgain García pour J.J.Videgain.
- 2010 : Cuerpos perfectos (TV) interview.
- Il est récemment apparu dans un clip vidéo individuozero groupe appelé "114" en 2013.
- ¡Qué pena de vida! 2014, dir-guión: Juan José Videgain. actor: J.J.Videgain.
- Relaciones 2014, productor-actor J.J.Videgain.
- El robo 2014, productor, director, actor... J.J.Videgain.
- Equipos 2015, productor.
- El Psicólogo 2015, productor, director, scénariste, actor... J.J.Videgain.
- El ganador 2016, productor, director, actor... J.J.Videgain.
- Los Egoístas 2016, TV productor, director, scénariste, actor... J.J. Videgain.
- Fotografías de guerra 2017, director, présentador-narrador... J.J.Videgain.
- La guerra de España 2018-2019, director, présentador-narrador... J.J.Videgain.
- El renacer 2019, director, scénariste, présentador... J.J.Videgain.
- The new begining of Scrooge 2020, director, actor... J.J.Videgain.
- Cuento de navigation 2021, director, actor... Juan Jose Videgain.
- La rescousse vie 2022, director, scénariste, actor... Juan José Videgain.
- Le pari 2023, director, actor... J. J. Videgain.